# Gonoclostera
Gonoclostera is een geslacht van vlinders van de familie tandvlinders (Notodontidae).

## Soorten
- G. denticulata Oberthür, 1911
- G. timoniorum Bremer, 1861